# 柳光世
柳 光世（りゅう こうせい、? - 469年）は、中国の南北朝時代の官僚・軍人。本貫は河東郡解県。

## 経歴
柳元景の従祖弟にあたる。北魏に仕えて折衝将軍・河北郡太守となり、西陵県男に封じられた。ときに光世の姉の夫の崔浩が北魏の司徒に上った。太平真君11年（450年）、崔浩が国史の獄により誅殺されると、河東の豪族たちは連座して族滅される者が多く、河東柳氏もその例外ではなかった。光世は南朝宋に亡命して難を逃れた。宋の文帝により振武将軍の号を受けた。
景和元年（465年）、左将軍となり、直閤をつとめた。湘東王劉彧が前廃帝を殺害するにあたっては、光世は計画に参加した。同年（泰始元年）、明帝（劉彧）が即位すると、光世は右衛将軍の号を受け、開国県侯に封じられた。泰始2年（466年）、劉子勛の乱が起こり、地方の刺史たちが明帝に叛くと、光世は徐州刺史の薛安都のもとに逃れ、薛安都により下邳城の守備を委ねられた。泰始3年（467年）、薛安都が北魏の軍を招き入れると、光世は明帝に降伏し、明帝に赦されて順陽郡太守とされた。
泰始5年（469年）、子の柳欣慰が明帝を廃位して廬江王劉禕を擁立する反乱計画を進めていた。この計画が漏れて柳欣慰らは処刑され、光世も連座して死を賜った。

## 伝記資料
- 『宋書』巻77 列伝第37
- 『南史』巻38 列伝第28